# 기타큐슈항

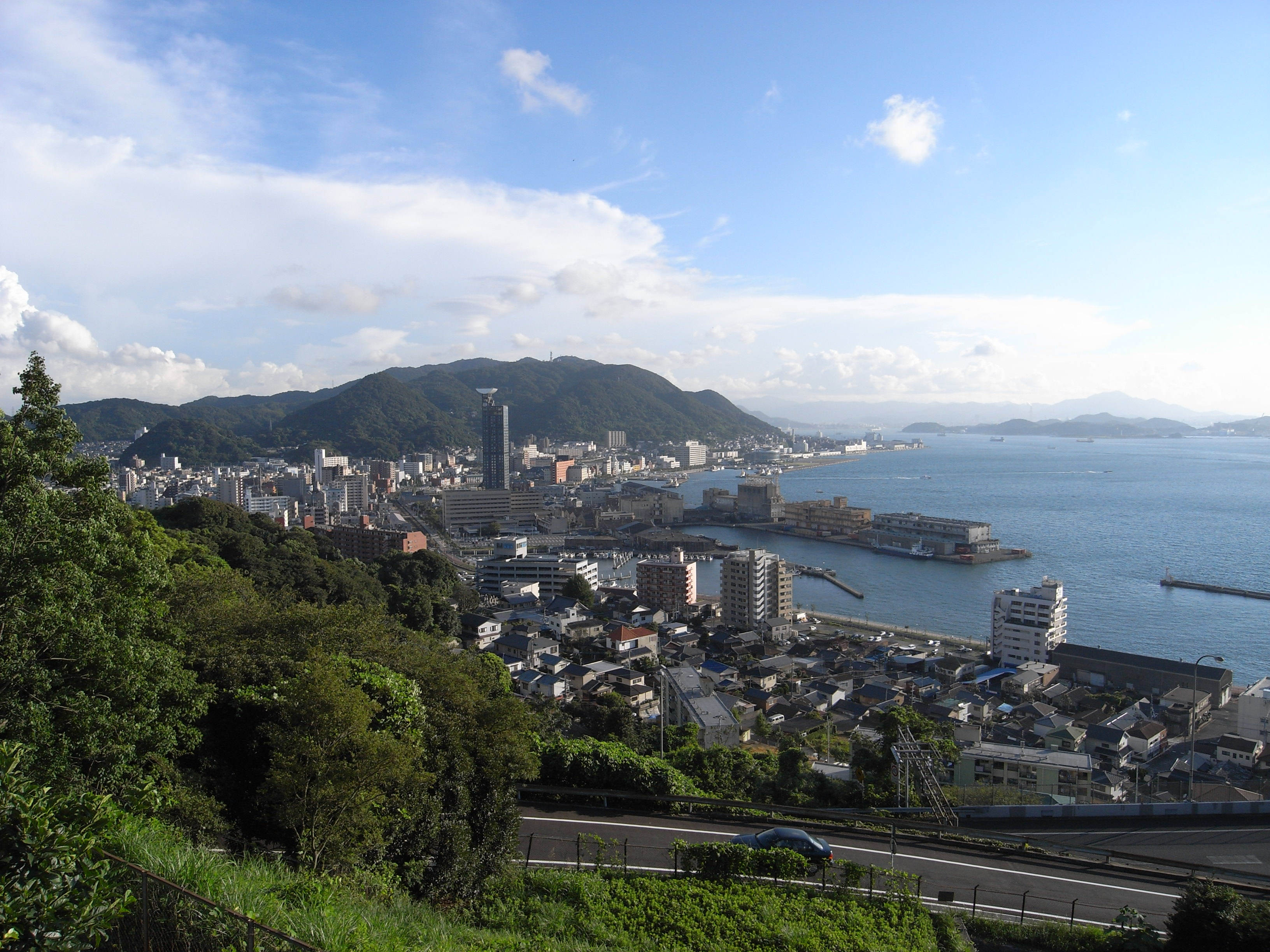
모지코 지역

기타큐슈항(北九州港)은 일본 후쿠오카현 기타큐슈시에 있는 항구이다. 규슈 북부 지역에서 제일 규모가 큰 항구로, 시모노세키항과 본항을 맞춘 관문항으로서 국제 거점 항만, 중추 국제 항만으로 지정되어 있다. 항만 관리자는 기타큐슈시이다. 또한 바다 건너 혼슈 최남단에 위치하고 있는 야마구치현 시모노세키시와도 이웃하고 있는 지리적 이점을 가진다.